# Зданович Йосип Карлович
Йосип Карлович Здано́вич (нар. 20 березня 1898, Селець — пом. ?) — радянський музикознавець-фольклорист і педагог.

## Біографія
Народився 20 березня 1898 року у містечку Селці (нині агромістечко Березовського райну Берестейської області, Білорусь). Початкову музичну освіту здобув у дитячому притулку.
Служив у військових оркестрах частин Червоної армії. Протягом 1919—1922 років навчався у Московській консерваторії. 1926 року закунчив музично-етнографічні курси, в у 1930 році — аспірантуру при Державному інституті музичної науки. Упродовж 1930—1933 років — науковий співробітник цього інституту одночасно викладав у Московській консерваторії (практика збирання та запису народних пісень).
У 1933—1951 роках працював у Центральному державному архіві кінофонофотодокументів. У 1934—1941 роках, за сумісництвом, науковий співробітник кабінету музики народів СРСР Московської консерваторії. Брав участь у багатьох фольклорних експедиціях.

## Роботи
- «Білоруські народні пісні Гродненської губернії містечка Селець» // Збірник робіт етнографічної секції, випуск 1. Праці Державного інституту музичної науки, Москва, 1926, сторінки 52-67 (рос.);
- «Народні пісні містечка Селець (Західна Білорусія)», Москва, 1931 (рос.);
- «Киргизький музичний фольклор», збірка, Москва-Ленінград, 1939 (у співавторстві з Володимиром Кривоносовим і Ніною Владикіною-Бачинською) (рос.);
- «Російські народні пісні», Москва-Ленінград, 1950 (рос.).